# NK Mladost Marija Bistrica
Nogometni klub Mladost je nogometni klub iz  Marije Bistrice.
Osnovan je 1932. godine. U povijesti, od osnivanja, natjecao se u raznim nižim ligama sjeverozapadnog djela Hrvatske i Zagorja i do danas nije imao značajnijih uspjeha. Od osamostaljenja Hrvatske klub se natjecao ligama Krapinsko-zagorske županije, a trenutno se natječe u  1. ŽNL Krapinsko-zagorske županije. 